# Sono la bella creatura che vive in questa casa
Sono la bella creatura che vive in questa casa (I Am the Pretty Thing That Lives in the House) è un film del 2016 scritto e diretto da Oz Perkins.
L'opera ha debuttato al Toronto International Film Festival il 10 settembre 2016 per poi essere distribuita globalmente, da Netflix, il 28 ottobre dello stesso anno.

## Trama
Iris Blum è una scrittrice di romanzi horror in pensione che soffre di demenza senile e vive in una casa isolata a Braintree, nel Massachusetts. L'abitazione fu costruita da un uomo per la sua nuova sposa ma, secondo quanto viene detto, la coppia scomparve nel giorno del loro matrimonio lasciando la casa non ammobiliata. A causa delle condizioni di Iris il direttore immobiliare delle sue proprietà, Mr. Waxcap, assume l'infermiera Lily Saylor per occuparsi di lei a tempo pieno. Durante la prima notte di Lily nella casa il telefono le viene misteriosamente strappato dalle mani da una forza invisibile ma dell'accaduto incolpa solo se stessa. Poco dopo al suo arrivo Lily si accorge di una macchia di muffa nera apparsa su un muro che lentamente crescerà con il passare dei mesi.
Durante le loro conversazioni Iris si riferisce a Lily unicamente con il nome di "Polly", che il signor Waxcap le spiegherà essere la protagonista del suo romanzo più popolare, "La signora nei muri". Lily apre una copia del libro e scopre che l'incipit del romanzo contiene l'ammissione da parte di Iris di aver conosciuto Polly durante la sua vita e che la storia da lei raccontata è una versione fedele di quanto le è stato raccontato (durante questa ammissione viene mostrato allo spettatore Polly che nel 1813 sta indossando un abito da sposa e una benda nera mentre sta attraversando la casa vuota sotto l'occhio vigile di suo marito).
Dopo aver interrotto la lettura per la troppa ansia Lily va a lavorare in cucina e proprio in quel momento vive una breve allucinazione in cui le sue braccia diventano incredibilmente gonfie e coperte da macchie di muffa nera. Quella stessa sera vede il riflesso di una figura vestita di bianco in piedi nella stanza ma quando si gira non c'è nessuno. Durante delle ricerche legate alla muffa scopre una scatola di cartone, ricoperta per l'appunto di muffa, nascosta in un armadio. All'interno ci sono le bozze del romanzo "La signora nei muri". A causa di quella esperienza incomincia a credere che il romanzo potrebbe non essere fittizio ma piuttosto una vera descrizione di un omicidio commesso in quella casa.
Nel 1813 Polly con gli occhi bendati usa le mani per sentire l'ambiente circostante fino ad arrivare a un muro che è stato spogliato delle sue assi (la stessa sezione in cui la muffa sta crescendo durante il soggiorno di Lily). Polly alza la benda e vede il buco per poi guardare il marito con sguardo interrogativo quando, proprio in quel momento, l'uomo si avventa su di lei colpendola a morte con un martello per poi nasconderne il corpo dietro il muro.
Nel presente Lily cerca di discutere del libro con Iris ma quest'ultima spiega con rabbia che Polly (riferito sempre a Lily) l'ha tradita e abbandonata. Più tardi in quella giornata il fantasma di Polly visita Iris sussurrandole nell'orecchio qualcosa. Indagando su un suono misterioso Lily trova le assi del muro ammuffito rimosse e ammucchiate e, aggirandosi per il pian terreno, troverà il fantasma di Polly; a causa del forte shock nel vederla muore per un attacco cardiaco.
Diversi giorni dopo il signor Waxcap scopre i corpi di Lily e Iris (anch'essa deceduta). Anni dopo una nuova famiglia si è trasferita in quella dimora ormai sorvegliata dal fantasma di Lily.

## Accoglienza
L'aggregatore di recensioni Rotten Tomatoes riferisce che il 60% delle critiche al film è più che sufficiente con una valutazione media di 5,8/10 mentre Metacritic ha dato all'opera un voto di 68/100 su una basa di 8 critici.
Dennis Harvey per Variety ha scritto che l'atmosfera del film non riesce a superare la sua scrittura minimalista e familiare. Stephen Dalton perThe Hollywood Reporter lo ha definito: «un classico horror vintage con un sapore letterario». April Wolfe per The Village Voice lo ha descritto come «l'adattamento più atmosfericamente fedele di sempre di un libro mai esistito di Shirley Jackson». Con un punteggio di 2 stelle su 5 Nigel M. Smith per il Guardian ha descritto l'opera come: «Un thriller su una casa stregata coinvolgente fino a quando non diventa chiaro allo spettatore che non c'è una storia utile». Francesco Belliti per la rivista Nocturno ha dato al film un giudizio di 4 stelle su 5 elogiandone il percorso autoriale che vive nelle attese.

## Riconoscimenti
- 2016 - Rondo Hatton Classic Horror Awards 
  - Candidatura per il miglior film indipendente (Oz Perkins)
- 2016 - Toronto International Film Festival
  - Candidatura per il miglior film canadese (Oz Perkins)